# Fiskekutter E. 164
Fiskekutter E. 164 er en dansk dokumentarfilm fra 1971 instrueret af Arvid Klémensen efter eget manuskript.

## Handling
Arbejde og fritid ombord på den 40 tons stor kutter "Lips", der tager fra Esbjerg til fiskepladserne i Nordsøen. Udlægning af vod, indslæbning, slagtning og rengøring af fangsten, stuvning i last. Og den korte fritid om aftenen. Året er 1970.